# Silke Geertz
Silke Geertz (* 1964 in Wolfsburg) ist eine deutsche Theater- und Filmschauspielerin.

## Leben
Silke Geertz absolvierte ein Schauspiel-Studium von 1986 bis 1990 am Mozarteum Salzburg. Danach war sie überwiegend als Theater-Schauspielerin tätig und spielte mehrere Jahre am Theater St. Gallen und danach am Theater Neumarkt Zürich. Seit 2010 ist sie vermehrt in Film und Fernsehen zu sehen.

## Filmografie (Auswahl)
- 2009: Pepperminta
- 2011: Romeos
- 2011: Tatort: Tod einer Lehrerin (Fernsehreihe)
- 2014: In gefährlicher Nähe (auch: Am Ende des Tages)
- 2016: Tödliche Gefühle
- 2018: Abgeschnitten
- 2019: Ein starkes Team: Eiskalt
- 2019: Kommissarin Lucas – Tote Erde
- 2021: Die Drei von der Müllabfuhr – Operation Miethai
- 2021: Bring mich nach Hause
- 2023: Tatort: Love is Pain (Fernsehreihe)